# Vanilla Ninja

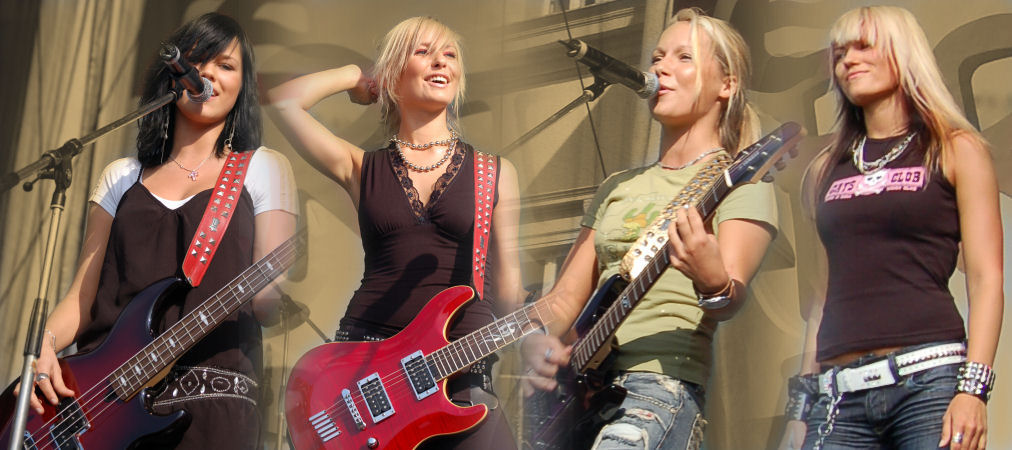
Vanilla Ninja

Vanilla Ninja är en musikgrupp från Estland. Gruppen fick presentera det schweiziska bidraget, låten Cool Vibes, i Eurovision Song Contest 2005 i Kiev. I Tyskland och Österrike har gruppen haft stora listframgångar.
Gruppen bildades 2002 i Estland. Året därpå släppte de sin första, självbetitlade skiva Vanilla Ninja, som innehöll låtar både på estniska och engelska. 
År 2004 släppte de sin andra skiva, Traces of Sadness, som endast innehöll engelskspråkiga låtar. År 2005 släppte de sin tredje skiva, Blue Tattoo, som innehöll engelska låtar och hitlåten Cool Vibes. År 2006 släpptes "Love is War" som innehöll hitsingeln Dangerzone.
Efter ett uppehåll paus återvände bandet år 2008 med en ny singel, Crashing through the doors', där den svenske musikern Per Gessle skrivit musiken.
Bandet bestod ursprungligen av Lenna Kuurmaa, Piret Järvis, Katrin Siska och Maarja Kivi, men i mitten av 2004 lämnade Kivi gruppen eftersom hon blev gravid. Triinu Kivilaan blev ny medlem, men valde att lämna gruppen i december 2005.
Gruppen upplöstes 2008 men återförenades i januari 2021, även med Triinu Kivilaan som tidigare lämnat bandet. Deras första singel som återförenade, "Gotta Get It Right" släpptes 18 juni 2021, och deras femte studioalbum, Encore gavs ut den 10 augusti 2021.
Katrin Siska och Triinu Kivilaan lämnade bandet 2022. Triinu Kivilaans lillasyster Kerli Kivilaan blev ny medlem.

## Medlemmar
- Lenna Kuurmaa (sång, gitarr)
- Piret Järvis (gitarr, sång)
- Kerli Kivilaan (bas, sång)

### Tidigare medlemmar
- Maarja Kivi (sång, 2002–2004)
- Katrin Siska (keyboard, 2002–2022)
- Triinu Kivilaan (bas, sång, 2004–2005, 2021–2022)

## Diskografi

### Studioalbum
- 2003 - Vanilla Ninja
- 2004 - Traces of Sadness
- 2005 - Blue Tattoo
- 2006 - Love is War
- 2021 - Encore[3]

### Samlingsalbum
- 2005 - Best Of

### Singlar
- 2003 - "Club Kung Fu"
- 2003 - "Tough Enough"
- 2004 - "Don't Go Too Fast"
- 2004 - "Liar"
- 2004 - "When the Indians Cry"
- 2004 - "Blue Tattoo"
- 2005 - "I Know"
- 2005 - "Cool Vibes"
- 2005 - "Megamix"
- 2006 - "Dangerzone"
- 2006 - "Rockstarz"
- 2007 - "Insane in Vain"
- 2008 - "Birds of Peace"
- 2008 - "Crashing Through The Doors"
- 2021 - "Gotta Get It Right"
- 2021 - "No Regrets"
- 2022 - "Encore 22" (med Kerli Kivilaan)

## Galleri

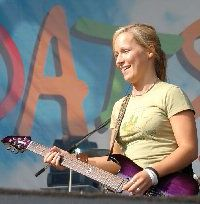
Lenna Kuurmaa
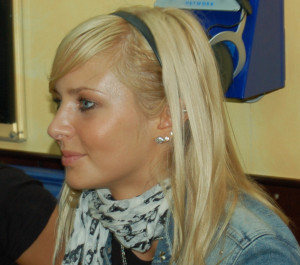
Piret Järvis
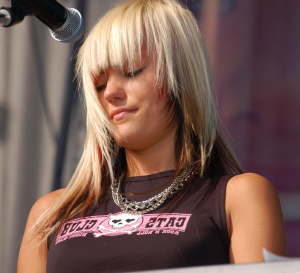
Katrin Siska
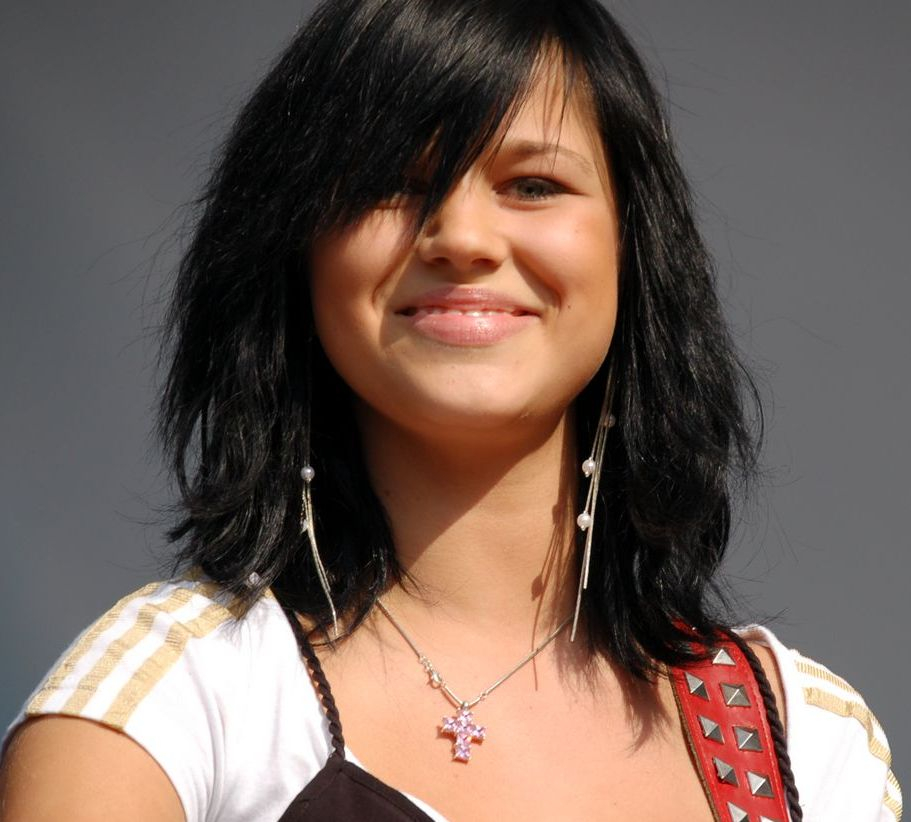
Triinu Kivilaan
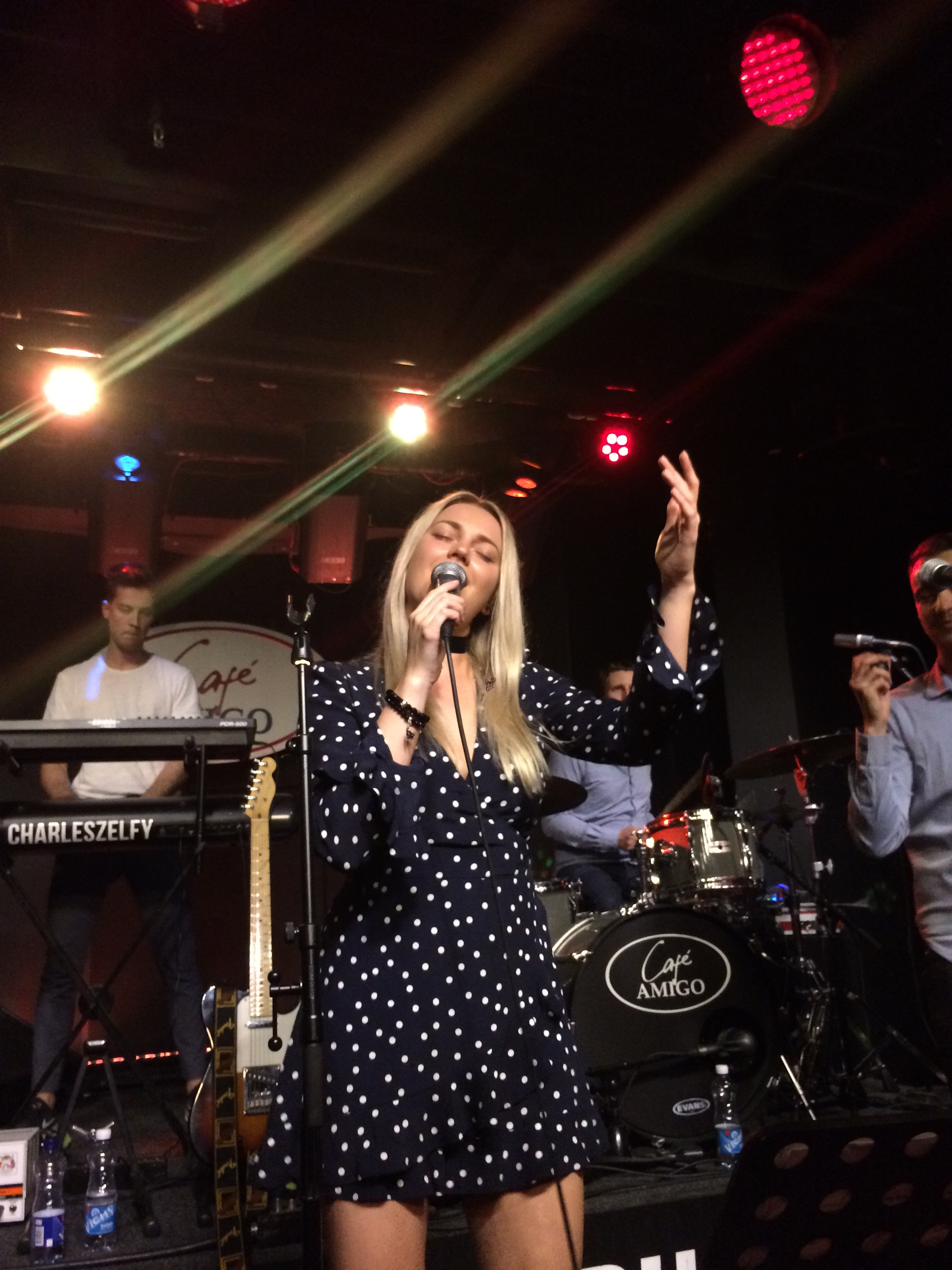
Kerli Kivilaan